# چشمه قصابان
چشمه قصابان روستایی از توابع بخش مرکزی شهرستان همدان در استان همدان ایران است.

## جمعیت
این روستا در دهستان الوندکوه غربی قرار دارد و براساس سرشماری مرکز آمار ایران در سال ۱۳۹۵، جمعیت آن ۸۴۵ نفر (۱۹۳خانوار) بوده‌است. مردم چشمه قصابان به زبان فارسی صحبت میکنند.
فعالیت و مشاغل روستا از گذشته‌های دور زراعت و باغداری بوده اغلب محصولات عمده و قابل عرضه این دهکده و سایر دهکده‌های مجاور دامنه شمالی الوند بادام و گردو است. چشمه‌قصابان به سبب تأسیس شهرکی در مجاور آن سکنه آن بیشتر شاغل در کارگاه‌های شهرک مزبور هستند.

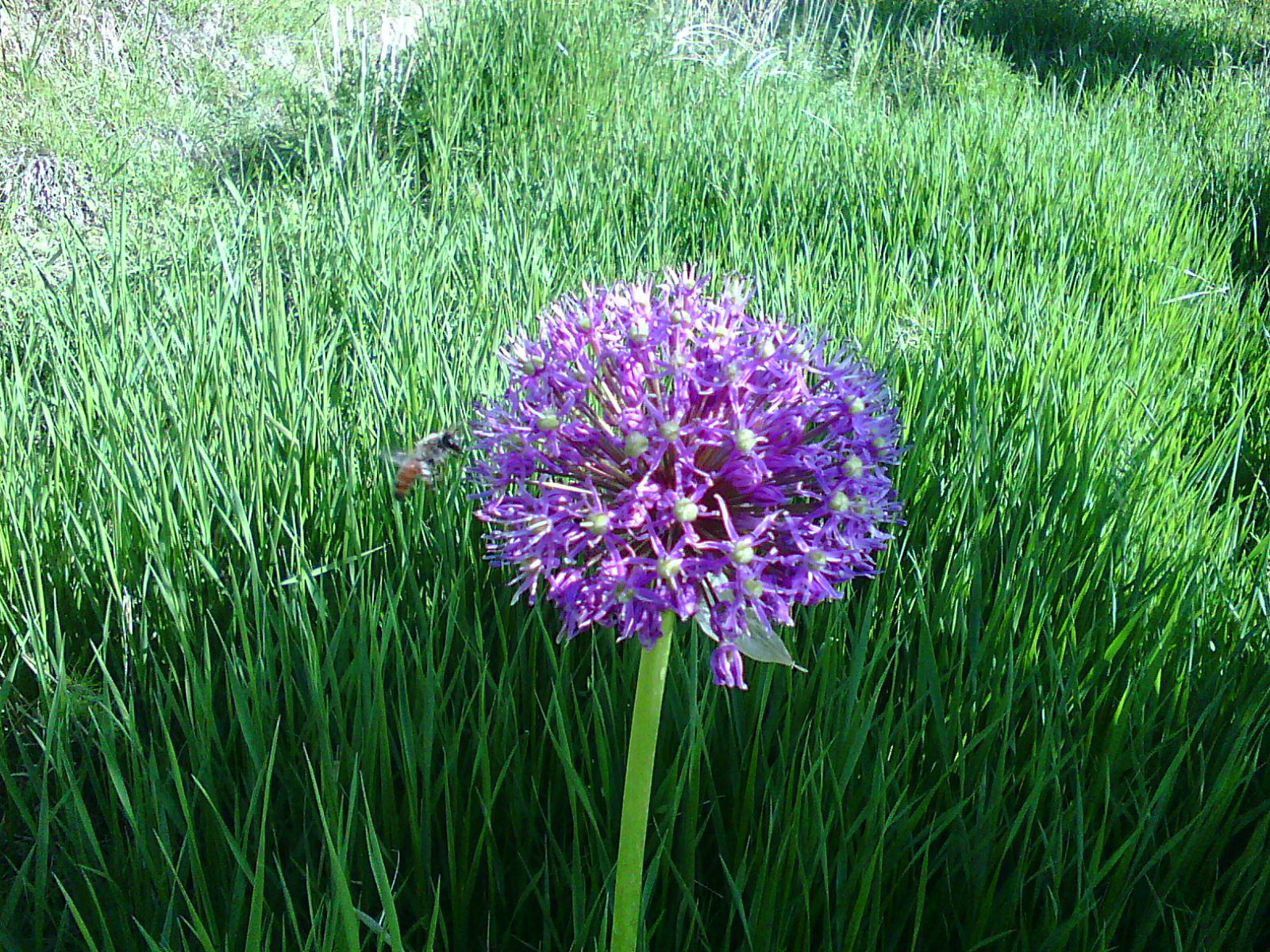
پوشش گیاهی

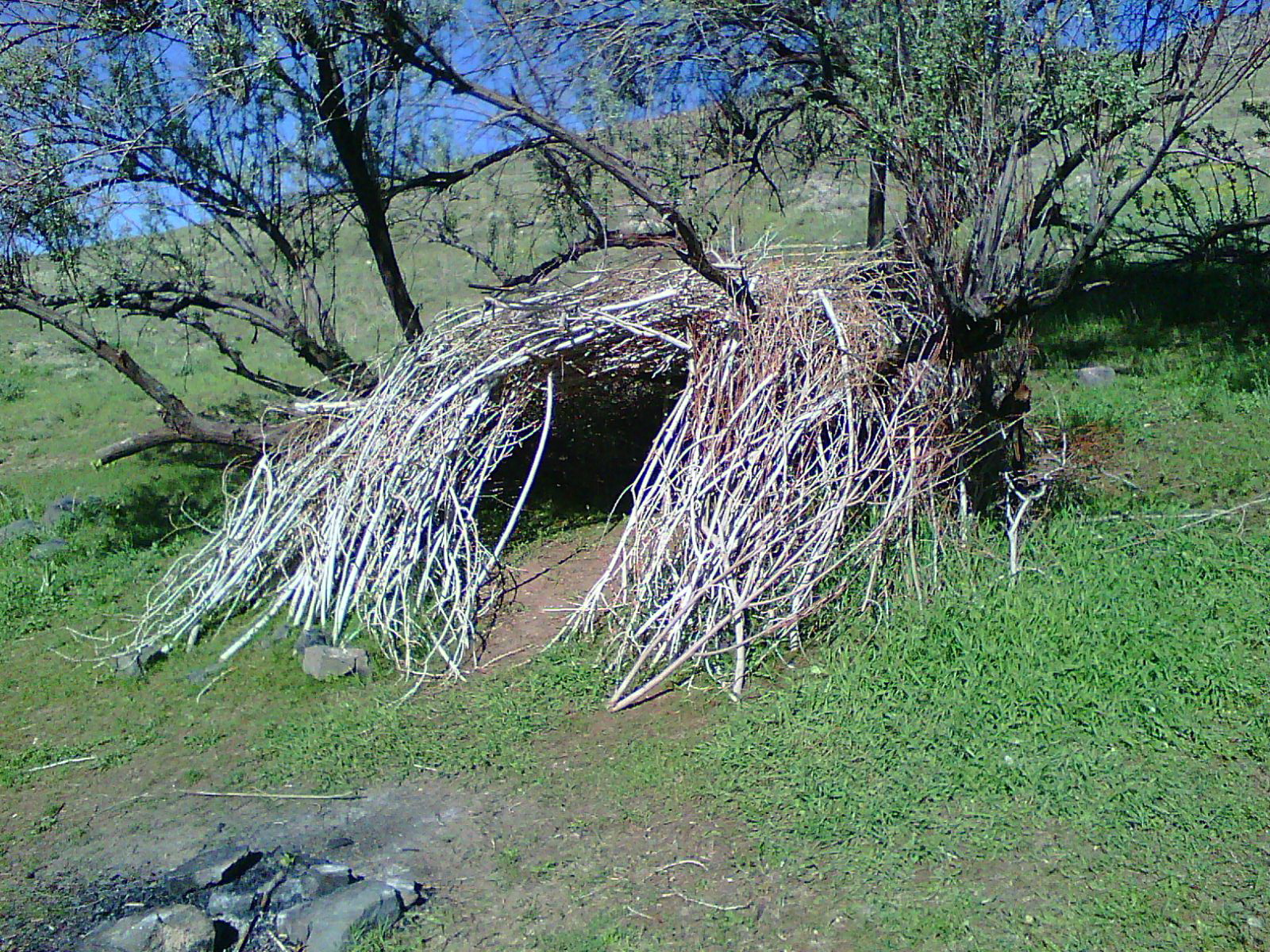
کپر چوپانی

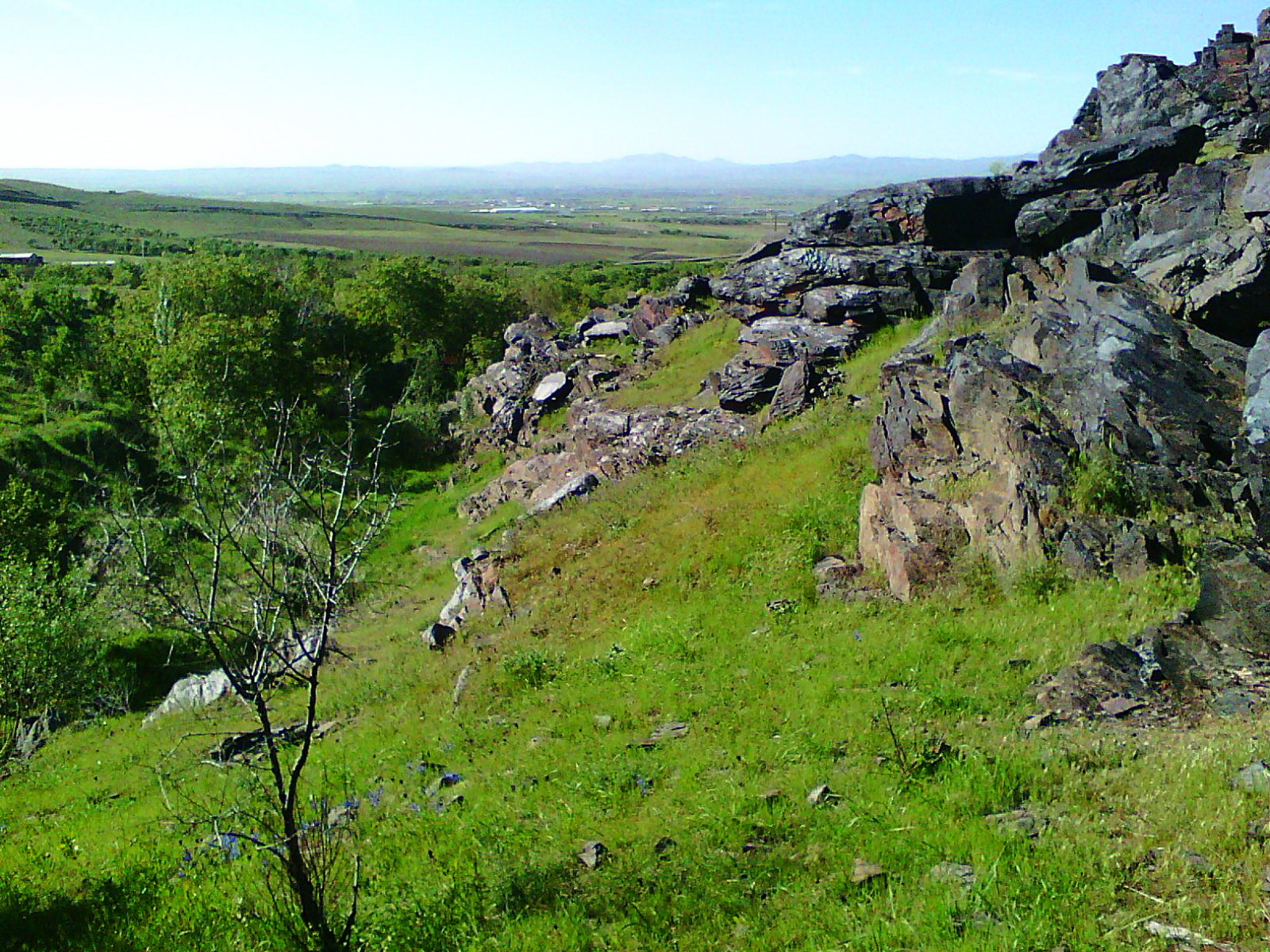
طبیعت کوهستانی